# Dieffenbachia hammelii
Dieffenbachia hammelii är en kallaväxtart som beskrevs av Thomas Bernard Croat och Michael Howard Grayum. Dieffenbachia hammelii ingår i släktet prickbladssläktet, och familjen kallaväxter. Inga underarter finns listade.